# استیون هرومیاک
استیون هرومیاک (انگلیسی: Steven Hromjak؛ زادهٔ ۲۵ آوریل ۱۹۳۰) دوچرخه‌سوار اهل ایالات متحده آمریکا است. وی در بازی‌های المپیک تابستانی ۱۹۵۲ شرکت کرده است.